# Thomas Bernhard – Drei Tage
Thomas Bernhard – Drei Tage ist ein Filmporträt des Regisseurs Ferry Radax über den österreichischen Schriftsteller Thomas Bernhard, der im Produktionsjahr 1970 noch wenig bekannt war. Thomas Bernhard verfasste seinerseits 1971 das Drehbuch "Der Italiener" für einen fiktiven Dokumentarfilm von Ferry Radax, das 1971 in Buchform mit einer fotografischen Dokumentation im Residenz Verlag erschien. Thomas Bernhard nahm in diesem Drehbuch Bezug auf die über und mit ihm verfilmte Dokumentation.

## Beschreibung
Der Film wurde innerhalb von drei Tagen im Privatgarten eines Bankiers in Hamburg gedreht. Zu sehen ist Thomas Bernhard, in einer flachen Wiese, mit einem starken Baum, auf einer weißen Bank.
Je mehr die Kamera im Laufe des Films in die Nähe rückt, ins Detail geht, umso mehr verdüstert und verdunkelt sich der Blick.
Bernhard äußert sich mit druckreif gesprochenen Sätzen.

## Zitat
„In meiner Arbeit, wenn sich irgendwo Anzeichen einer Geschichte bilden, oder wenn ich nur in der Ferne irgendwo hinter einem Prosahügel die Andeutung einer Geschichte auftauchen sehe, schieße ich sie ab.“